# موسى فيربر
موسى فيربر (بالإنجليزية: Musa Furber)‏ يُعرف أيضًا بـ ستيفن وودوارد فيربر، مفتي، وفقيه شافعي من الولايات المتحدة.

## سيرته
ولد في ماساتشوستس ونشأ في بورتلاند بولاية أوريغن. تخصص في اللسانيات في جامعة بورتلاند الحكومية، مع التركيز على اللسانيات الحاسوبية والعلوم الاستعرافية، وهو التخصص الذي تطلب منه دراسة لغة غير هندية أوروبية. قبل الإسلام وبعد ذلك بوقت قصير شرع في طريق التعلم. وبينما كان لا يزال طالبًا في بورتلاند، درس الفقه الشافعي على أحد العلماء الذي كان في بورتلاند في ذلك الوقت. بعد تخرجه من الكلية، ذهب موسى إلى دمشق لمواصلة دراساته في اللغة العربية. بعد عودته إلى الولايات المتحدة لمدة عام واحد، سافر موسى مرة أخرى إلى دمشق حيث أكمل دراسة مكثفة لمدة أربع سنوات لعلوم الإسلامية (الحديث، القرآن، الفقه، النحو، السيرة النبوية، والمزيد). وبعد تخرجه واصل دراسته مع العلماء في دمشق وما حولها. وقد درس العديد من المتون المهمة وهو مؤهل لترجمتها وتعليمها. وهو متزوج وله ثلاثة أطفال.
وهو مفتي زميل باحث بـ«مؤسسة طابة». درس العلوم الإسلامية المختلفة في دمشق، حيث حصل على إجازة تدريس في المذهب الشافعي. ثم درس في دار الإفتاء المصرية بالقاهرة، حيث حصل على إجازة الإفتاء من علي جمعة. وهو حاصل أيضًا على درجة البكالوريوس في اللسانيات التطبيقية من جامعة بورتلاند الحكومية، ودرجة الماجستير في الإدارة العامة من كلية دبي للإدارة الحكومية.

## مؤلفاته
له مصنفات:

### باللغة العربية
- الحقوق والواجبات المتعلقة بالحيوان المملوك، بحث في الفقه والأخلاق.[7][11]
- الواجبات تجاه الأجيال القادمة من منظور شرعي.[12][13]
- فهم عامة الناس للعلوم الشرعية في المجتمع، معالجة إدمان اختلاق الفتاوي الباطلة.
- حل بديل للنزاعات، التحكيم والوساطة في الأقاليم غير الإسلامية.
- عناصر الفتوي ومساهمتها في الثقة بصحتها.
- الأبعاد الأخلاقية للتكنولوجيا النانومترية.[14]

### باللغة الإنجليزية
- Infamies of the Soul and their Treatments، ترجمة إنجليزية لكتاب "عيوب النفس ومداواتها" لأبي عبد الرحمن السلمي.
- The Evident Memorandum، ترجمة إنجليزية لكتاب "التذكرة في الفقه الشافعي" لابن الملقن.
- Connecting to the Quran، ترجمة إنجليزية لكتاب "مختصر لتبيان في آداب حملة القرآن" للإمام النووي.
- Etiquette with the Quran، ترجمة إنجليزية لكتاب "التبيان في آداب حملة القرآن" للإمام النووي.
- Hadith Nomenclature Primers، ترجمة إنجليزية لكتاب "نخبة الفكر في مصطلح أهل الأثر" لابن حجر، ولكتاب "التذكرة في علوم الحديث" لابن الملقن.
- Sharḥ Al-Waraqāt: Al-Maḥalli’s notes on Imām al-Juwaynī’s Islamic jurisprudence pamphlet، ترجمة إنجليزية لكتاب "شرح الورقات في أصول الفقه" للمحلي.
- The Ultimate Conspectus: Matn al-Ghayat wa al-Taqrib، ترجمة إنجليزية لكتاب "متن أبي شجاع".
- Ibn Juzay’s Sufic Exegesis، ترجمة إنجليزية مختارة لكتاب التسهيل لعلوم التنزيل لابن جزي.
- The Refutation of Those Who Do Not Follow the Four Schools، ترجمة إنجليزية لرسالة "الرد على من اتبع غير المذاهب الأربعة" لابن رجب الحنبلي.
- The Encompassing Epistle: Al-Risālah al-Jāmiʿah wa al-Tadhkirah al-Nāfiʿah، ترجمة إنجليزية لكتاب "الرسالة الجامعة والتذكرة النافعة" لأحمد بن زين الحبشي.
- The Accessible Conspectus، تعليق إنجليزي لكتاب متن أبي شجاع.
- Hanbali Acts of Worship، يقدم هذا المجلد الصغير مقدمة للعبادات حسب المذهب الحنبلي. يأتي النص من "أخصر المختصرات" لابن بلبان الحنبلي. وتشتمل فصول هذا المجلد على الطهارة، والصلاة، والزكاة، والصوم، والحج، والجهاد. يتضمن النص العديد من التعليقات التوضيحية لتزويد الطلاب بالممارسة الشخصية، وإعدادهم لمزيد من الدراسات المتقدمة. تتضمن هذه الطبعة النص العربي وترجمته وتعليقات مستمدة من شروحه، خاصة "كشف المخدرات" لعبد الرحمن البعلي. يغطي هذا المجلد الثلث الأول من أخصر المختصرات لابن بلبان.
- Supplement for the Seeker of Certitude: Worship from Zād al-Mustaqniʿ، تشمل الفصول التي يغطيها النص الطهارة، والصلاة، والزكاة والصوم، والحج، والجهاد من "زاد المستقنع" للحجاوي. يتضمن النص تعليقات عديدة من شرح "الروض المربع" لمنصور البهوتي.
- Shaykh al-Sulami’s Wasiyyah: Practical Advice for Muslim Self-Care، ترجمة إنجليزي لكتاب "وصية الشيخ السلمي".
- Ark of Salvation: Essential Islamic Beliefs & Obligations، ترجمة إنجليزي لكتاب "سفينة النجاة فيما يجب على العبد لمولاه" لـ سالم بن سمير الحضرمي الشافعي.
- The Ladder to Success in Truly Loving Allah، ترجمة إنجليزي لكتاب "سلم التوفيق إلى محبة الله على التحقيق" لـ عبد الله بن حسين بن طاهر الحضرمي الشافعي.
- The Correct Approach to Unpacking ‘The Select Creed’، ترجمة إنجليزي لكتاب "النهجه الجيدة لحل الفاظ نقاوة العقيدة" لـ محمد نووي الجاوي البنتني الشافعي.[15]